# Сете Лагоас
Сете Лагоас (порт. Sete Lagoas) град је у Бразилу у савезној држави Минас Жераис. Према процени из 2007. у граду је живело 217.506 становника.

## Становништво
Према процени из 2007. у граду је живело 217.506 становника.
| 1991.   | 2000.   |
| ------- | ------- |
| 144,014 | 184,871 |